# ريك جيمس
ريك جيمس (بالإنجليزية: Rick James)‏ (و. 1948 – 2004 م) هو مغني، ومنتج أسطوانات، وكاتب أغاني، ومغن ومؤلف، وملحن، وعازف قيثارة، وعازف بيانو، من الولايات المتحدة، ولد في بوفالو، نيويورك، توفي في بربانك، كاليفورنيا، عن عمر يناهز 56 عاماً، بسبب نوبة قلبية، وسكتة، والسكري.

## الخدمة العسكرية
خدم في بحرية الولايات المتحدة.

## وصلات خارجية
- ريك جيمس على موقع IMDb (الإنجليزية)
- ريك جيمس على موقع الموسوعة البريطانية (الإنجليزية)
- ريك جيمس على موقع ميوزك برينز (الإنجليزية)
- ريك جيمس على موقع قاعدة بيانات برودواي على الإنترنت (الإنجليزية)
- ريك جيمس على موقع إن إن دي بي (الإنجليزية)
- ريك جيمس على موقع أول ميوزيك (الإنجليزية)
- ريك جيمس على موقع ديسكوغز (الإنجليزية)
- ريك جيمس على موقع ديسكوغز (الإنجليزية)
- ريك جيمس على موقع ديسكوغز (الإنجليزية)
- ريك جيمس على موقع ديسكوغز (الإنجليزية)